# James E. Berry
James Edward Berry (* 2. Oktober 1881 im Jackson County, Missouri; † 22. November 1966 in Stillwater, Oklahoma) war ein US-amerikanischer Politiker. Zwischen 1935 und 1955 war er Vizegouverneur des Bundesstaates Oklahoma.

## Werdegang
James Berry kam als Jugendlicher in das Gebiet des späteren Staates Oklahoma. Er besuchte das Oklahoma Agricultural and Mechanical College, die heutige Oklahoma State University in Stillwater. Später arbeitete er in der Bankenbranche. 1929 wurde er Präsident der Stillwater Bank. Berry war auch Mitglied der Nationalgarde von Oklahoma. Im Jahr 1916 wurde er während eines Grenzkonflikts mit Mexiko eingesetzt. Während des Ersten Weltkrieges war er als Hauptmann der amerikanischen Streitkräfte in Frankreich. Auch nach seiner Rückkehr blieb er Angehöriger der Nationalgarde, in der er den Rang eines Majors erreichte. Zwischenzeitlich befehligte er die in Stillwater stationierte Einheit dieser Truppe.
Politisch schloss sich Berry der Demokratischen Partei an. 1930 bewarb er sich noch erfolglos um den Posten des Vizegouverneurs von Oklahoma. Im Jahr 1934 wurde er dann aber an der Seite von Ernest Marland in dieses Amt gewählt, das er nach vier Wiederwahlen zwischen 1935 und 1955 bekleidete. Dabei war er Stellvertreter des Gouverneurs und Vorsitzender des Staatssenats. In dieser Zeit diente er nach Ernest Marland auch unter dessen Nachfolgern Leon C. Phillips, Robert S. Kerr, Roy J. Turner und Johnston Murray.
Nach dem Ende seiner Zeit als Vizegouverneur ist James Berry politisch nicht mehr in Erscheinung getreten. Er starb am 22. November 1966 in Stillwater. Mit seiner Frau Edwina Morrison hatte er vier Kinder.